# Findorff (Bremen)
Findorff (Plattdeutsch Findörp) ist ein Stadtteil von Bremen und gehört zum Bremer Stadtbezirk West.

## Geografie und Ortsteile
Findorff liegt nördlich vom Stadtzentrum von Bremen und ist vom Zentrum nur durch den Bremer Hauptbahnhof und die mehrfach getunnelten Gleisanlagen getrennt.
Die benachbarten Stadtteile sind im Nordosten Horn-Lehe mit der Universität, im Osten Schwachhausen, im Süden Mitte und im Westen Walle.

### Regensburger Straße
Fläche: 0,61 km², 6.897 Einwohner (11.307 Einwohner je km²)
In dem nach der gleichnamigen Straße benannten Ortsteil befindet sich neben einer Grundschule die Oberschule Findorff an der Regensburger Straße.

### Findorff-Bürgerweide
Fläche: 0,61 km², 6.322 Einwohner (10.364 Einwohner je km²)
Die Bürgerweide gehört seit 1987 zu Findorff. Hier wird alljährlich im Herbst der Bremer Freimarkt abgehalten, eines der größten Volksfeste seiner Art in Deutschland. Jeweils zu Ostern findet als Frühlingsvolksfest die kleinere Osterwiese statt. Auf der Bürgerweide befindet sich weiter das Kongresszentrum mit der Stadthalle sowie das Kulturzentrum Schlachthof und eine Skateanlage. Außerhalb der Marktzeiten wird die Bürgerweide als kostenpflichtiger Parkplatz genutzt.

### Weidedamm
Fläche: 1,43 km², 12.504 Einwohner (8.744 Einwohner je km²)
Der Ortsteil bestand größtenteils aus Kleingartenanlagen. Hier wurden in drei Abschnitten von 1980 bis 1999 die Wohngebiete Weidedamm I bis III errichtet. Die älteren zwischen Torfhafen und Utbremer Ring gelegenen Wohngebiete entstanden von 1907 bis in die 1960er Jahre. 1969 hatte der Ortsteil Weidedamm 9.960 und 1999 bereits 11.268 Einwohner.

### In den Hufen
Fläche: 1,62 km²; 165 Einwohner (102 Einwohner je km²)
Der Ortsteil besteht überwiegend aus einem hinter der Bahnlinie Bremen – Hamburg gelegenen Kleingartengebiet.

## Geschichte

### Name
Jürgen Christian Findorff (1720–1792) trieb die Kolonisierung des Teufelsmoores entscheidend voran. Der Stadtteil Findorff – manchmal auch Findorffviertel genannt – trägt seinen Namen.

### Mittelalter bis 1800
Im Weidebrief des Erzbischofs Hartwig I. wurde 1159 die Fläche des heutigen Findorff einschließlich Bürgerpark und Stadtwald als gemeine (Allmende) Weidefläche erwähnt. Sie war für alle Bürger nutzbar.
Irgendwann wurde der westliche Teil durch den Weidedamm abgetrennt, durch ein dichtes Netz von Entwässerungsgräben drainiert und als Bürgerweide Kämpe zu Acker- und Gartenflächen genutzt.
Die Hemmstraße – früher Hempstraße – gab es schon im 12. Jahrhundert. Sie führte 1139 durch das Dorf Wallerehem, ab 1179 Dorf Hemme, von Utbremen an der Kleinen Wümme durch das Blockland zur Großen Wümme. Das Dorf war noch bis 1823 eine eigenständige Ortschaft mit 20 bis 30 Einwohnern.
Die Plantage wurde von einem Bremer Kaufmann 1750 im Süden der Bürgerweide Kämpe als prunkvoller Sommersitz angelegt und 1802 zum Ausflugsort ausgebaut.

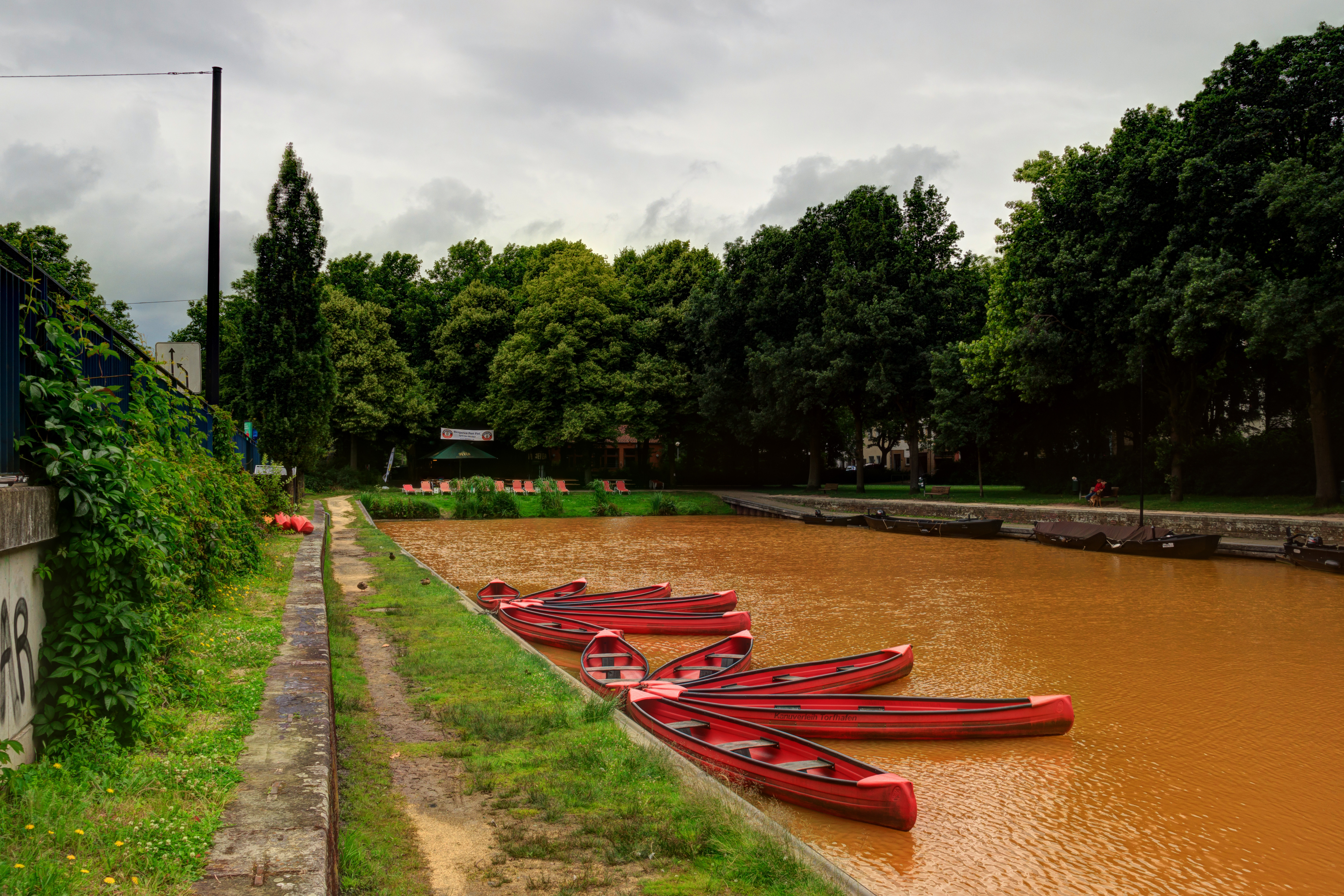
Torfhafen

### 1800 bis 1900

#### Torfkanal
Von 1817 bis 1826 erfolgte der Bau des Torfkanals in Findorff und des Torfhafens nahe der Plantage. Über den Torfkanal kam der als Heizmaterial wichtige Torf per Torfkahn aus dem Teufelsmoor in den Findorffer Torfhafen. Ein neues Hafenbecken (Theodor-Heuss-Allee) wurde 1847 gebaut. Der Torfhafen – das Torfbassin – wurde 1873 zwischen Eickedorfer-/Neukirchstraße verlegt. Das Bassin war mit Backsteinen verkleidet. Auf dem um 1945/46 zugeschütteten Teil findet seit 1948 der Findorffer Markt statt.

#### Die Bahnanlagen
Die Eisenbahnlinie Hannover–Bremen wurde 1847 eröffnet und 1862 nach Bremerhaven verlängert. Sie führt am Rande von Findorff entlang. Gehalten wurde am sogenannten „Staatsbahnhof“ (benannt nach den Königlich Hannöverschen Staatseisenbahnen), später „Hannoverscher Bahnhof“. Der lag westlich vom 1889 eröffneten heutigen Bremer Hauptbahnhof und wurde 1885 abgerissen.
1873 war der Bau des Hamburger Bahnhofs auf der Bürgerweide und 1874 wurde die Eisenbahnstrecke nach Hamburg in Betrieb genommen, die quer durch Findorff führte und deren Trasse heute noch als Grünzug zwischen Fürther Straße und Innsbrucker Straße zu erkennen ist. Die Trasse wurde um 1890 nach Westen in ihre heutige Lage verschwenkt, der Hamburger Bahnhof abgerissen.
Die alte Trasse wurde ab 1900 jedoch erneut genutzt: Die Jan-Reiners-Bahn als Schmalspureisenbahn Bremen–Tarmstedt eröffnete den Betrieb 1900. Sie endete Ecke Hollerallee/Gustav-Deetjen-Allee. 1954 wurde diese Bahn stillgelegt.

#### 1850 bis 1900
Der Bau der Gasanstalt (Theodor-Heuss-Allee/Gustav-Deetjen-Allee) erfolgte 1854. Das Gaswerk wurde 1901 nach Woltmershausen verlegt.
Ab 1863 bauten in dem noch als Bahnhofsvorstadt bezeichneten Utbremer Gebiet an der Plantage / Buschstraße private Wohnungsbauunternehmen die ersten Mietshäuser für Eisenbahnarbeiter.
1875 hatte Findorff zirka 2500 Einwohner.

1874 wurde die Neukirchstraße durch den  Fuhrunternehmer Arnold Neukirch gebaut und es entstanden noch heute gut erhaltene Häuser für Beamte und Bahnarbeiter sowie Herbergen für die Torfschiffer. 1898 folgte parallel dazu der Bau der Eickedorfer Straße, die sich zu einer Durchgangsstraße entwickelte.
Von 1879 bis 1882 erfolgte der Bau des städtischen Schlachthofs.
Die Torfstraße erhielt 1892 den Namen Findorffstraße, die Findorffallee hat ihren Namen seit 1908.

Das erste städtische Elektrizitätswerk entstand 1893 (Theodor-Heuss-Allee).
1893 war auch die Gründung des Eisenbahn Spar- und Bauvereins, um die Wohnungsnot zu lindern.
Das Gebiet Bahnlinie–Hemmstraße–Neukirchstraße–Findorffstraße wurde mit ein- und zweigeschossigen Häusern bebaut. Viele Beamte und Angestellte wohnten hier. Der Volksmund bezeichnete das Quartier bereits als Findorff.

### 1900 bis 1950

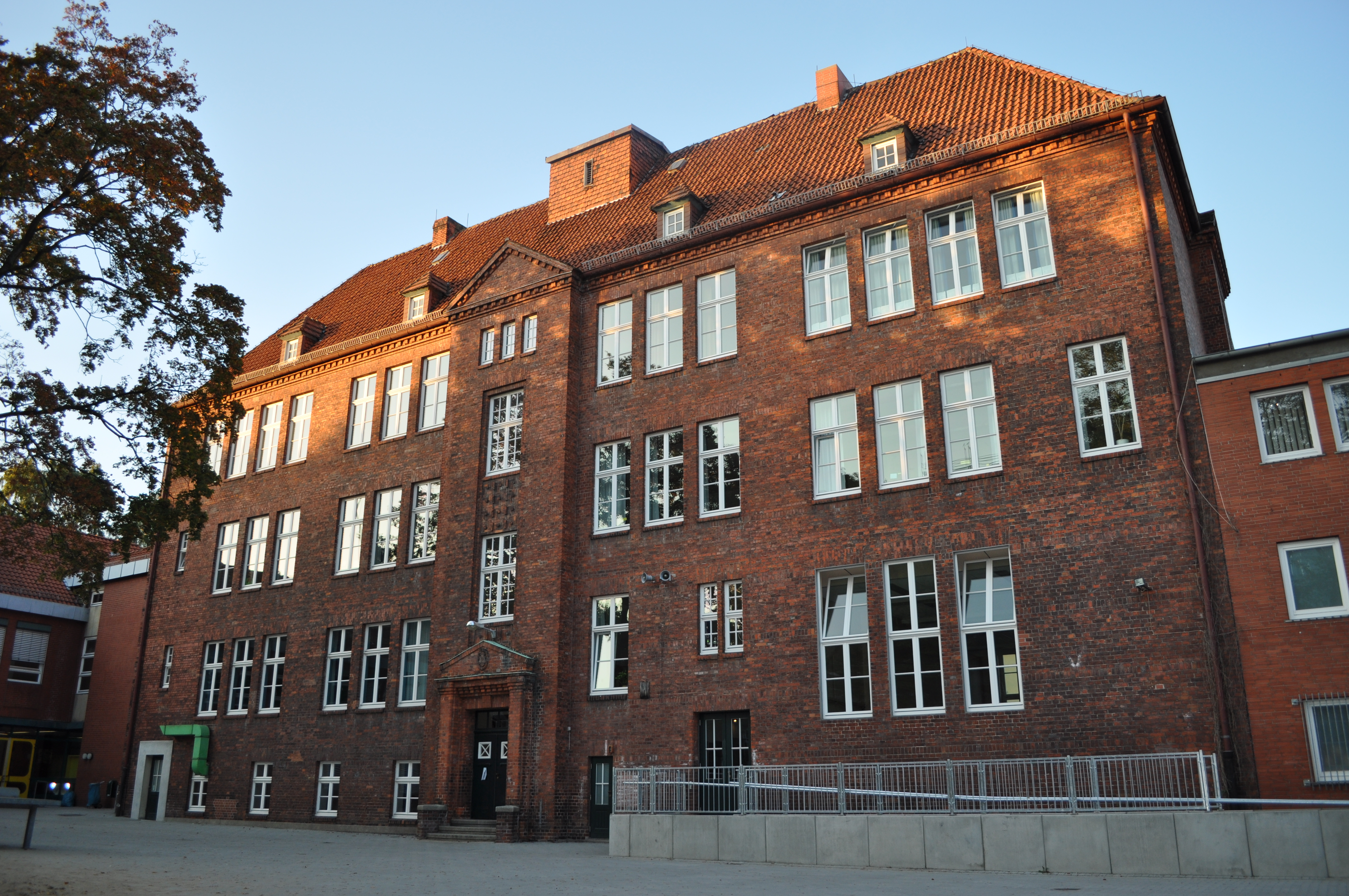
Schule an der Gothaer Straße

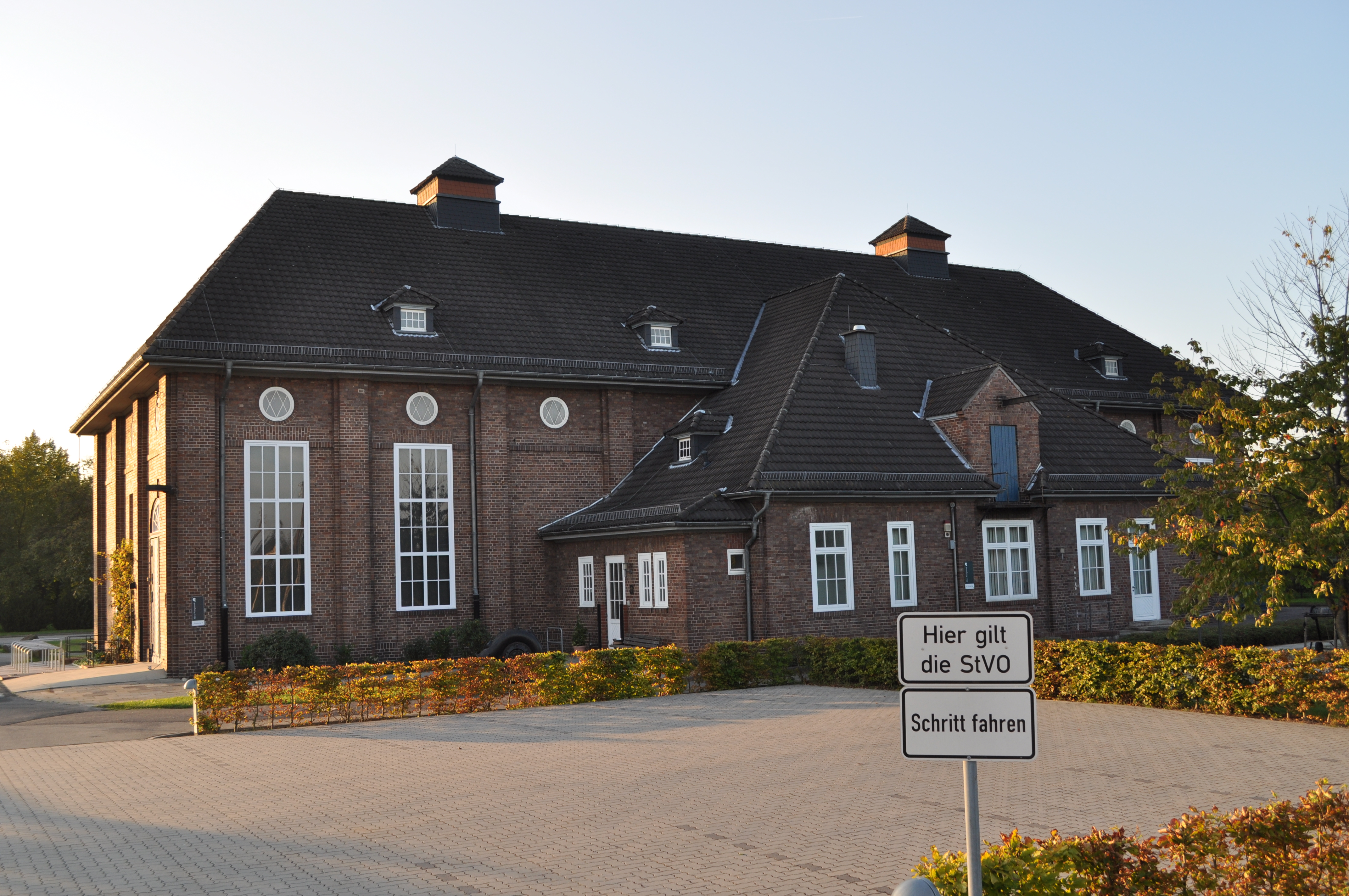
Altes Pumpwerk, Bayernstraße

Der Bürgerverein Findorff wurde 1902 gegründet. Er hatte anfänglich 300 und 1922 über 1.000 Mitglieder und gab die Monatsschrift „Der Findorffer“ heraus.
Die Missler-Hallen an der Hemmstraße, in denen Auswanderer aus den osteuropäischen Ländern bis zu ihrer Abreise nach Bremerhaven untergebracht werden, entstanden 1906/07. In den Misslerhallen errichten die Nazis 1933 ihr erstes Konzentrationslager in Bremen.
Ab 1907 erfolgte eine erste Bebauung am Weidedamm, einem Damm, der den Torfkanal begleitete und später zur Straße wurde.
1912 hatte Findorff ca. 10.000 Einwohner.
Straßenbahn: Ein Anschluss an das Netz der Bremer Straßenbahn wurde 1913 mit der neuen Linie 9 von der Hemmstraße über Admiralstraße – Findorfftunnel – Hauptbahnhof zur Sankt-Jürgen-Straße hergestellt. Eine zweite Anbindung entstand 1927, als die Strecke zum Bürgerpark durch die Eickedorfer Straße bis zur Hemmstraße verlängert wurde. Beide Strecken wurden zu einem Ring verbunden.
Schulbau: Die Schule an der Herbststraße entstand mit 16 Klassenräumen 1908. Dieses Schulgebäude wurde im Zweiten Weltkrieg zerstört. 1912 musste bereits die Schule an der Nürnberger Straße zu Entlastung mit 18 Klassen gebaut werden. (heute Oberschule Findorff) Eine Volksschule an der Regensburger Straße mit 19 Klassen und fast 1000 Schüler war 1913 fertiggestellt worden. Weitere 12 Schulräume für eine Sonderschule entstanden bis 1914 mit der Schule an der Gothaer Straße (heute Oberschule Findorff).
Ein Pumpwerk an der Bayernstraße wurde 1915/16 gebaut.
Das Parzellengebiet In den Hufen entstand 1916.
Der Freimarkt wurde 1934 von der Neustadt auf die Bürgerweide verlegt.

### 1950 bis heute
1951 erhielt Findorff nunmehr seinen amtlichen Namen und ist seitdem ein Stadtteil von Bremen.
1955 wurde nach Plänen von Gustav Meckseper die Schule an der Augsburger Straße gebaut und bis 1968 mehrfach erweitert. Von 1955 bis 1958 erfolgte auch der Bau der Schule an der Admiralstraße nach Plänen von Ludwig Almstadt.
Die letzte Straßenbahn in Findorff fuhr 1967. Seither ist der Stadtteil nur durch Linienbusse der BSAG angeschlossen.
Der Schlachthof wurde 1976–1980 nach Oslebshausen verlegt. Die meisten Hallen wurden abgerissen. In der Markt- und Kesselhalle und im Turm entstand ein Kulturzentrum.
Die Bürgerweide bis zum Bahnhof wurde 1987 Findorff zugeschlagen.
1995 erfolgte nach kontroversen Diskussionen die  Räumung des Parzellengebiets im Gebiet Weidedamm III. Eine Bebauung mit unterschiedlichen Haustypen fand statt. 2001 konnte in dem Gebiet auch die Grundschule Am Weidedamm eingeweiht werden. 1969 hatte der Ortsteil Weidedamm 9.960 und 1999 bereits 11.268 Einwohner.
Durch den Nordausgang des Bremer Hauptbahnhofes ist die Bürgerweide und Findorff seit 2000 besser an das nahe Stadtzentrum angeschlossen.

2006 wurde die Sanierung des Torfhafens abgeschlossen.

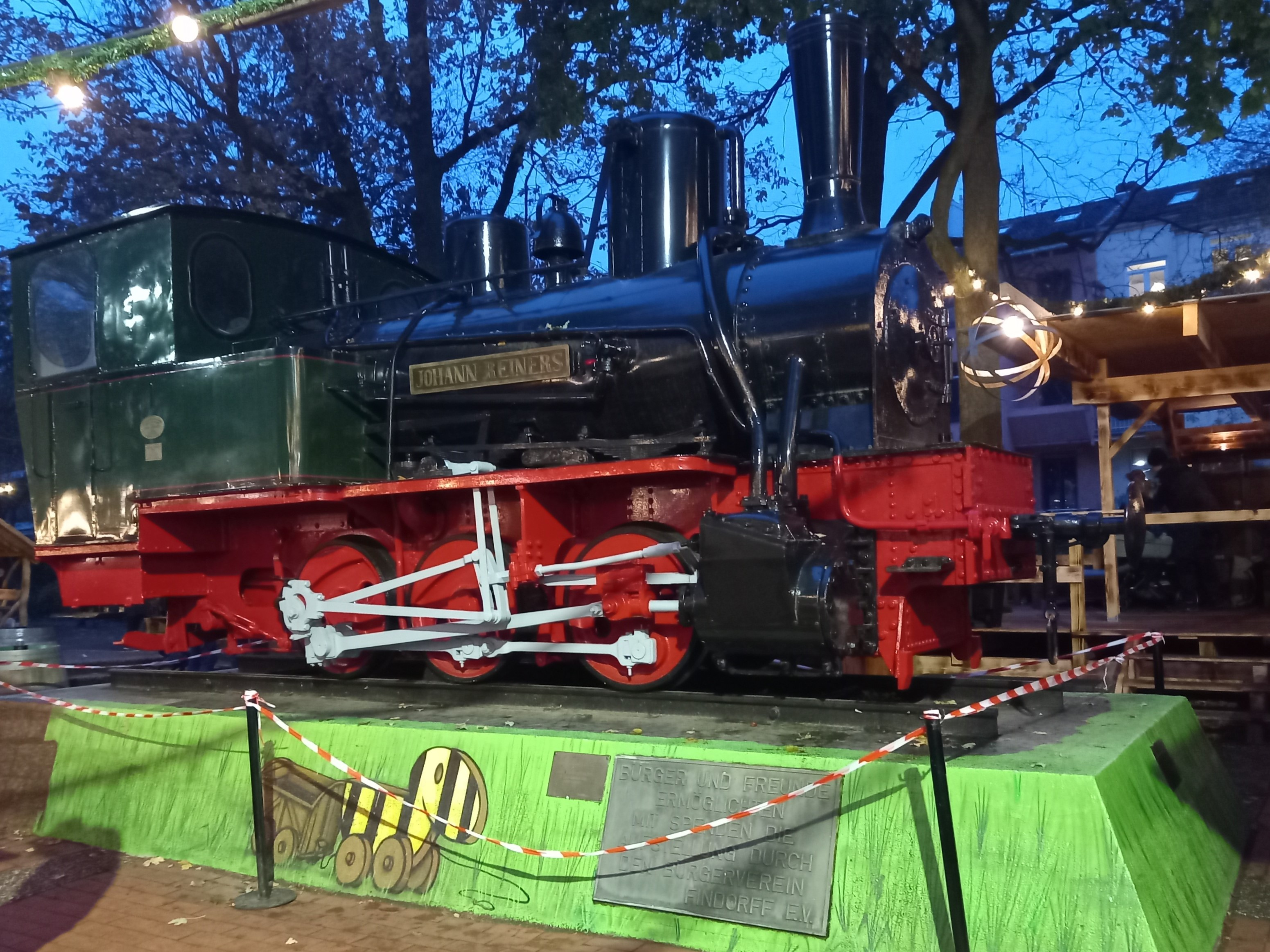
Dampflok „Johann Reiners“ in der Mitte des „Findorffer Winterdorfs“

Im November 2021 präsentierte sich der Jan-Reiners-Park auf dem Gelände des ehemaligen Bahnhofs Hemmstraße der Kleinbahn Bremen–Tarmstedt: Erstmals wurde das „Winterdorf“, das bis 2019 seinen Standort auf dem Gelände des Kulturzentrums Schlachthof hatte, im Jan-Reiners-Park ausgerichtet. Im Juni 2021 war die generalüberholte Dampflokomotive Johann Reiners auf ihrem Platz beim ehemaligen Bahnhof wieder aufgestellt worden; sie soll alljährlich den Mittelpunkt und die Hauptattraktion des „Winterdorfs“ bilden. Der dort stattfindende Markt ist als Alternative zu einem traditionellen Weihnachtsmarkt konzipiert und soll alljährlich vom November bis ins neue Jahr hinein durchgeführt werden.

### Einwohnerentwicklung
| Orts-/Stadtteil      | 1864   | 1912    | 1960   | 1975   | 1995   | 2007   |
| -------------------- | ------ | ------- | ------ | ------ | ------ | ------ |
| Regensburger Straße  |        |         |        | 7.703  | 6.931  | 6.977  |
| Findorff-Bürgerweide |        |         |        | 8.155  | 6.650  | 6.453  |
| Weidedamm            |        |         |        | 8.915  | 10.830 | 12.311 |
| In den Hufen         |        |         |        | 1.654  | 552    | 334    |
| Stadtteil            | ≈1.000 | ≈10.000 | 35.870 | 26.426 | 24.962 | 26.076 |

Ab 1975 durchschnittliche Jahresbevölkerung als Angaben vom Statistischen Landesamt Bremen

## Politik und Verwaltung

### Beirat
Der Beirat Findorff tagt regelmäßig und in der Regel öffentlich im Ortsamt oder in anderen Einrichtungen wie z. B. Schulen. Der Beirat setzt sich aus den auf Stadtteilebene gewählten Vertretern der politischen Parteien oder Einzelkandidaten zusammen. Die Beiratswahlen finden alle vier Jahre statt, zeitgleich mit den Wahlen zur Bremischen Bürgerschaft. Der Beirat diskutiert über alle Belange des Stadtteils, die von öffentlichem Interesse sind, und fasst hierzu Beschlüsse, die an die Verwaltung, die Landesregierung und die Stadtbürgerschaft weitergeleitet werden. Für seine Arbeit bildet er Fachausschüsse. Dem Beirat stehen für stadtteilbezogene Maßnahmen eigene Haushaltsmittel zur Verfügung.

### Ortsamt
Das Ortsamt ist seit 1946 eine örtliche Verwaltungsbehörde. 1979 wurde ein gemeinsames Ortsamt West für die Beiräte Gröpelingen, Walle und Findorff eingerichtet. Es unterstützt die Beiräte bei ihrer politischen Arbeit. Es soll bei allen örtlichen Aufgaben, die von öffentlichen Interesse sind, mitwirken. Es wird von einem vom Beirat vorgeschlagenen und vom Senat bestätigten Ortsamtsleiter geführt. Ortsamtsleiterin ist Ulrike Pala.

## Kultur und Sehenswürdigkeiten

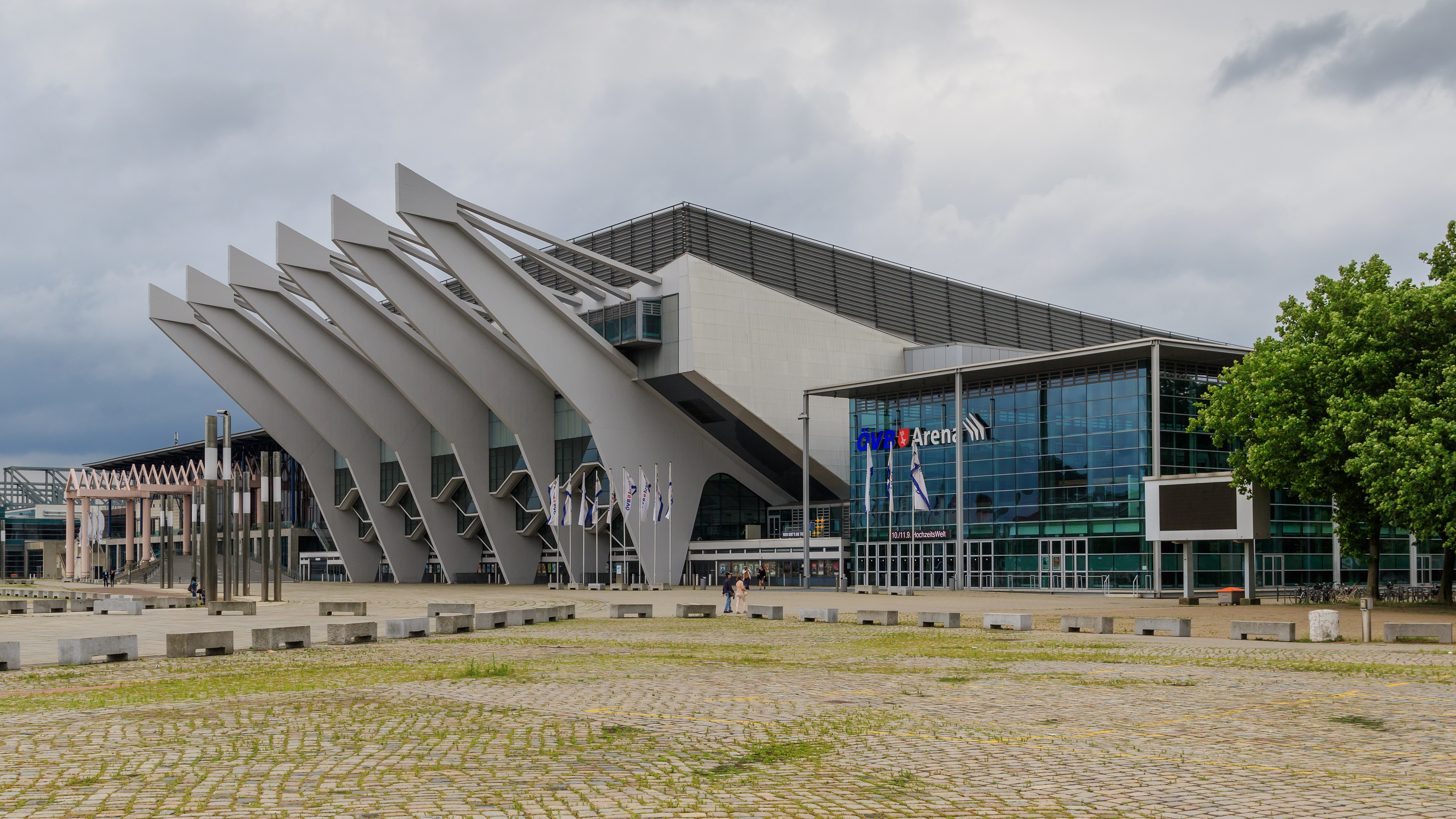
Stadthalle Bremen, dahinter das Congress Centrum

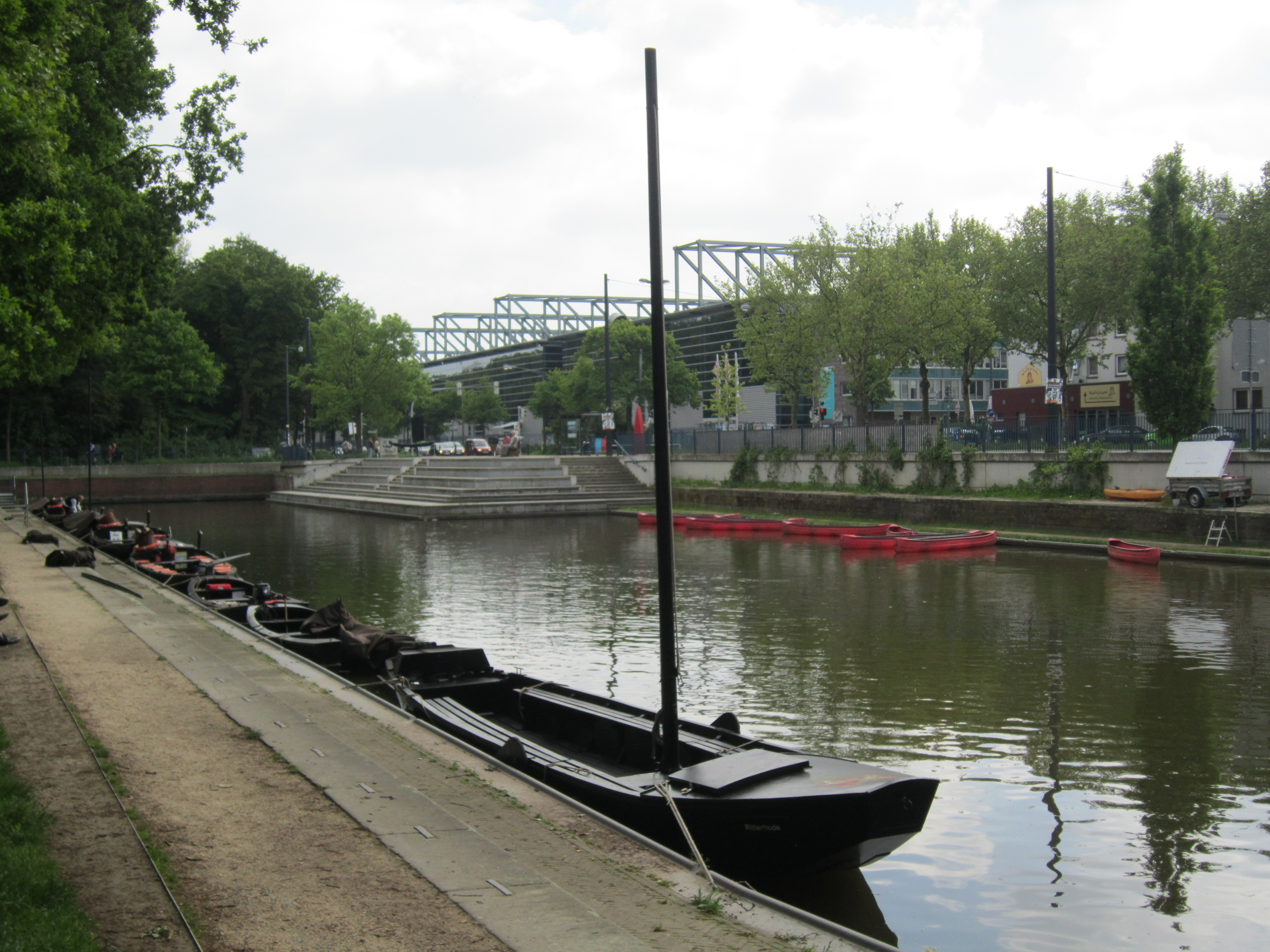
Messehalle 6, vom Torfhafen aus betrachtet

### Bauwerke
- Alter Lloyd-Bahnhof von 1913, geplant von Rudolf Jacobs, Bürgerweide, Gustav-Deetjen-Allee 2–6
- Stadthalle Bremen von 1964, Entwurf von Roland Rainer, 2004/05 umgebaut und auf 14.000 Plätze vergrößert
- Congress Centrum Bremen von 1997 mit mehreren Tagungsräumen, Architekt: Thomas Klumpp[15]
- Messe- und Veranstaltungszentrum Bremen auf der Bürgerweide, Architekt Gert Schulze[16]
- Kulturzentrum Schlachthof auf dem Areal des ehemaligen städtischen Schlachthofs, mit Turmkomplex, Kesselhaus und Magazin von 1892, 1981 ausgebaut, 1998 um ein Foyer ergänzt.[17] Bis 2019 befand sich das „Findorffer Winterdorf“ beim Kulturzentrum Schlachthof.
- Alte Pumpwerk bzw. Hauptpumpwerk von 1915, Bayernstraße 129, mit Maschinenhalle, vom Hochbauamt II gebaut; ein Verein von 1997 betreut mit Hilfe der Hansewasser Bremen GmbH das dortige Museum
- Betriebshof des Amtes für Stadtreinigung und Abfallwirtschaft bei der Müllverbrennungsanlage, Architekten: Großmann, Brandi und Burg[18]
- Ehemalige Bremer Stuhlrohr-Fabrik Menck, Schultze & Co. von 1903.[19]

### Denkmale, Kunst
- Wandbild zum Gedenken von Verfolgung und Widerstand in der NS-Diktatur am Bunker Admiralstraße / Ecke Findorffstraße von Jürgen Waller; das Bild enthält die Namen von 142 Bremer Frauen und Männern, die gegen das NS-Regime tätig waren und/oder von ihm verfolgt wurden.[20]
- Gedenkplatte vor der Seniorenresidenz Walsroder Str. 1: „Hinter diesen Mauern wurde in den ehemaligen Auswandererhallen Missler am 1. April 1933 das erste Bremer KZ errichtet.“
- Die Lokomotive Nr. 1 der Kleinbahn Bremen–Tarmstedt, ein Fahrzeug des Typs Hanomag Cn2t, das den Eröffnungszug gezogen hatte, wurde 1966 vom Bürgerverein Findorff im Bereich des ehemaligen Bahnhofs Hemmstraße als Denkmal aufstellt.

### Parks, Grünzonen

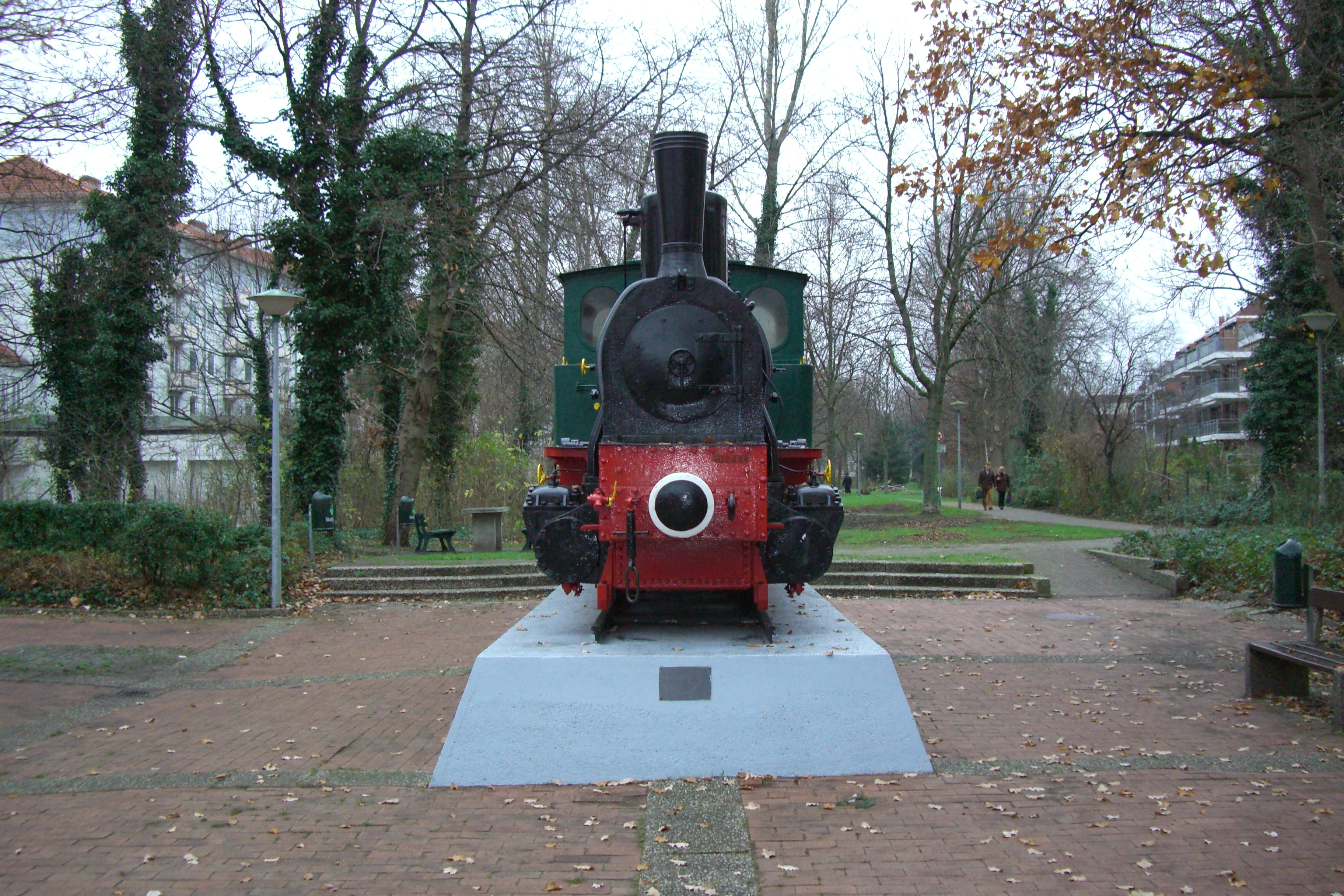
Beginn des Grünzugs entlang der Fürther Straße (2006)

- Findorff liegt direkt neben dem großen und zentralen Bürgerpark Bremen und dem Stadtwald mit dem Stadtwaldsee (ugs. Uni-See)
- Im Weidedamm befinden sich umfangreiche Kleingartenanlagen.
- Auf der ehemaligen Bahntrasse der Kleinbahn Bremen–Tarmstedt wurde in den 1970er Jahren zwischen der Kreuzung Fürther Straße / Hemmstraße / Eickedorfer Straße und der Innsbrucker Straße ein Grünzug angelegt.[21] Das „Jan-Reiners-Park“ genannte Gebiet um den ehemaligen Bahnhof Hemmstraße ist Teil dieses Grünzugs.

### Kultur
- Stadthalle Bremen von 1964, auf der Bürgerweide
- Congress Centrum Bremen von 1993 bzw. 1997 auf der Bürgerweide, Veranstaltungs- und Hallenkomplex
- Kulturzentrum Schlachthof von 1980 auf der Bürgerweide mit jährlich um 300 Veranstaltungen, aktuell (2010) mit rund 100.000 Besuchern
- Bremer Rundfunkmuseum von 1978  auf der Bürgerweide, wird von einem Verein betrieben

### Veranstaltungen
- Bremer Freimarkt im Herbst  auf der Bürgerweide
- Findorffer Dorffest im Sommer an wechselnden Orten
- Herbst-Straßenfest auf der Hemmstraße und Admiralstraße
- Internationale Jugendtheaterfestival EXPLOSIVE im Kulturzentrum Schlachtho
- Nikolauslaufen; am 6. Dezember fährt der Nikolaus  in einem alten Feuerwehr-Cabrio durch Findorff
- Osterwiese zu Ostern auf der Bürgerweide
- Winterdorf bei der Jan-Reiners-Lok

## Öffentliche Einrichtungen

### Allgemein
- Ortsamt West, Waller Heerstraße 99, befindet sich in Walle im Walle Center
- Polizeirevier Findorff, Fürther Straße 43/45
- Hauptsitz des Landesinstituts für Schule (LIS), Am Weidedamm 20
- Kulturzentrum Schlachthof, Findorffstraße 51[22]

### Schulen

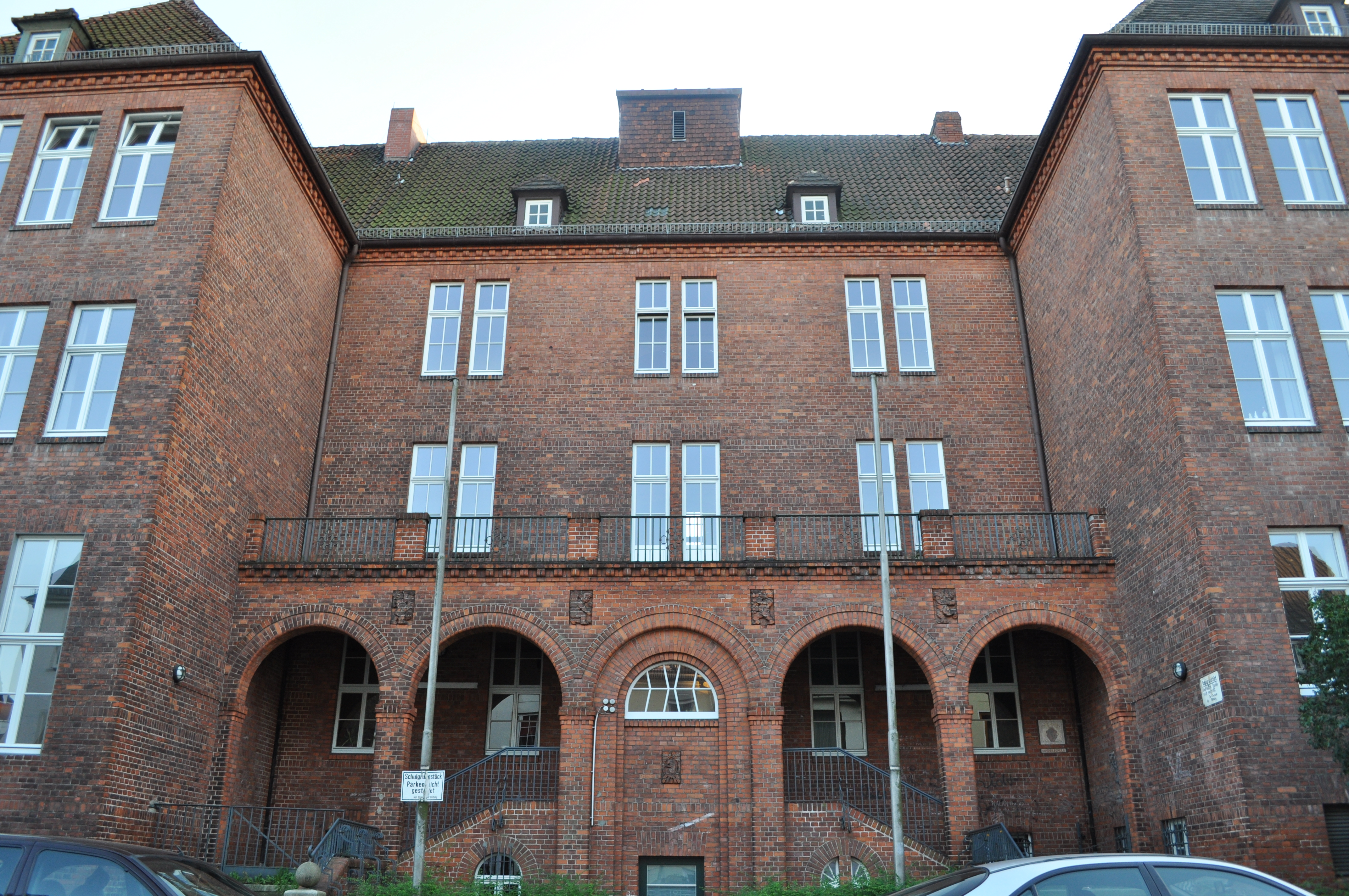
Eingang zur Oberschule Findorff

- Grundschule an der Augsburger Straße 175
- Grundschule an der Admiralstraße, Winterstraße 20, Architekt: Ludwig Almstadt
- Grundschule Am Weidedamm 20
- Oberschule Findorff, Gothaer Straße 60, mit Oberstufe als Ganztagsschule
- Bremer Berufsfachschule für Kosmetik Joli Visage GbR, Herbststr. 9
- Bremer Volkshochschule, Plantage 13

### Soziales
- Ca. 12 Kindergärten
- AWO - Dienstleistungszentrum Findorff, Magdeburger Str. 17
- Altentagesstätte und Wohnheim Findorff, Münchener Str. 90
- Bremer Wohnstift, Seniorenzentrum, Walsroder Str. 1
- Seniorenhaus Findorff, Hemmstr. 345
- K&S Seniorenresidenz Bremen-Findorff
- Paritätische Dienste Bremen gGmbH - Haus Weidedamm, Ricarda-Huch-Straße 29
- Gesundheitsberatung, Nachbarschaftstreffs, Selbsthilfegruppen etc.

### Kirchen

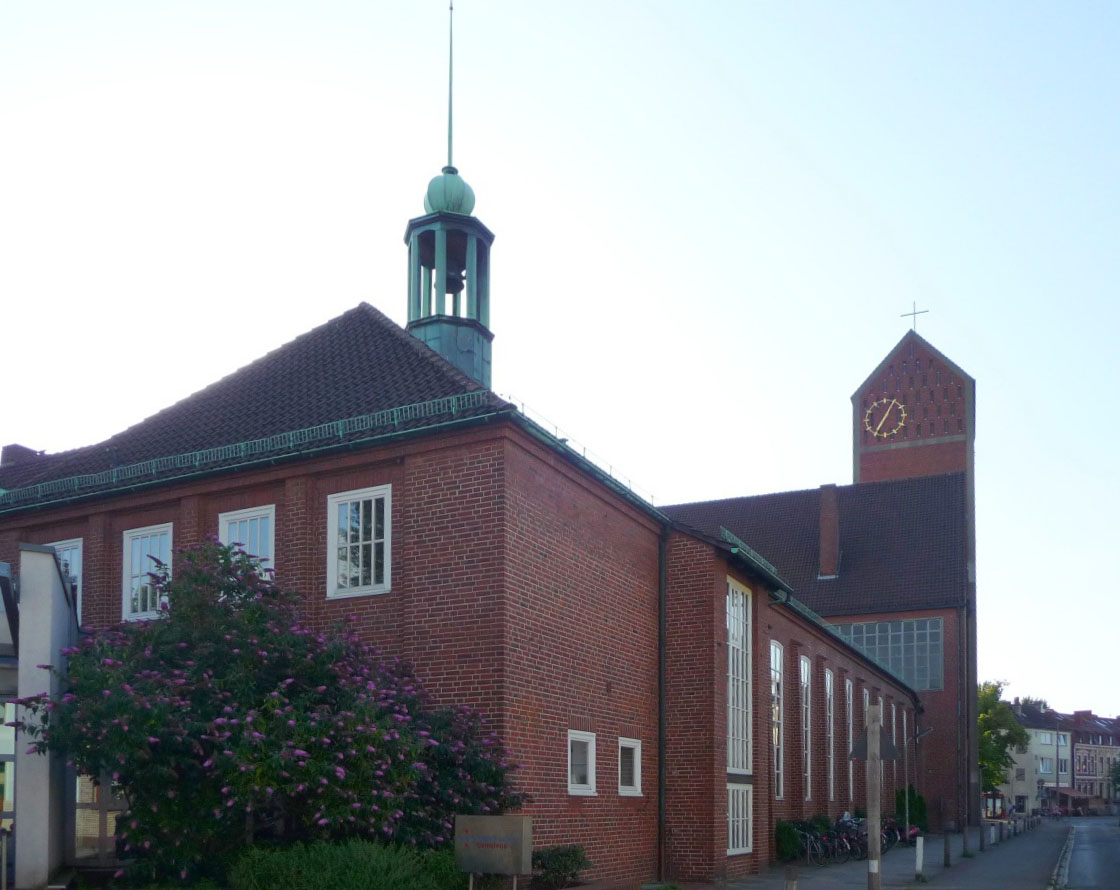
Martin-Luther-Kirche

- Evangelische Martin-Luther-Kirche Findorff, Neukirchstraße 86; Kirche von 1961 nach Plänen von Friedrich Schumacher.[23]
- Freikirchliche Advent Gemeinde Findorff, Plantage 22
- Katholische Sankt Bonifatiusgemeinde Findorff, Leipziger Straße 29, Kirche von 1959 nach Plänen von Theo Burlage und Bernd Nierbuer.[24] 2019 wurde die Kirche profaniert und zu einer Kindertagesstätte und einem Gemeindesaal, in dem auch Gottesdienste stattfinden, umgebaut.[25]

### Sport
Anlagen
- Die Bezirkssportanlage Findorff, Nürnberger Straße

Vereine
- SG Findorff Bremen, Hemmstraße 240
- Bremer Basketball-Verband, Würzburger Straße 3
- ESV Blau-Weiß Bremen, Nürnberger Straße 64
- VfL 07 – Verein für Leibesübungen 1907, Nürnberger Straße 64

## Wirtschaft und Verkehr

### Wirtschaft
- Gewerbegebiet am Bremer Hauptbahnhof u. a. mit dem Sitz der ehemaligen Stadtwerke Bremen
- Gewerbegebiet an der Walsroder Straße/Hemmstraße
- Gewerbegebiet Plantage zwischen Admiralstraße, Herbststraße und Bahnanlagen mit Büros und Einzelhandel
- Müllheizkraftwerk Bremen von 1969 an der Bundesautobahn 27, Abfahrt HB-Überseestadt
- Wochenmarkt an der Neukirchstraße

### Verkehr

#### Eisenbahn
Findorff liegt direkt am Bremer Hauptbahnhof, von dem alle Züge des Fernverkehrs, des Nahverkehrs und der Regio-S-Bahn Bremen/Niedersachsen erreicht werden können.

#### ÖPNV
Folgende Straßenbahn- und Buslinien der Bremer Straßenbahn AG (BSAG) verkehren in Findorff:
- Straßenbahnlinie 5: Bürgerpark – Hauptbahnhof – Doventor – Überseestadt (aktuell, 2021, als Ringlinie bis hierhin verkürzt aufgrund von umfangreichen Bauarbeiten am Betriebshof Gröpelingen)
- Straßenbahnlinie 11: Nur Samstags verkehrende Ringlinie vom Bürgerpark über Hauptbahnhof, Domsheide, Am Brill, Radio Bremen, Falkenstr. und wieder über Hauptbahnhof zurück zum Bürgerpark
- Buslinie 25: Weidedamm-Süd – Am Brill – Domsheide – Hauptbahnhof – Gartenstadt Vahr – Osterholz
- Buslinie 26: Kattenturm – Arsten – Habenhausen – Huckelriede – Neustadt – Am Brill – Hauptbahnhof – Findorff – Walle – Überseestadt-Nord
- Buslinie 27: Brinkum-Nord (IKEA) – Kattenturm – Huckelriede – Neustadt – Am Brill – Hauptbahnhof – Findorff – Weidedamm-Nord
- Buslinie 28: Universität – Findorff – Walle – Überseestadt-Nord
- Nachtlinie N7 (Bus): Hauptbahnhof – Findorff – Walle – Gröpelingen – Burglesum – Vegesack – Blumenthal – Neuenkirchen

#### Straßen
Findorff kann erreicht werden
- über die Autobahn A 27, Abfahrt HB-Überseestadt,
- von Bremen-Mitte über den Breitenweg Richtung Autobahn A 27,
- von der Neustadt über die Oldenburger Straße (Bundesstraßen 6 und 75) Richtung Autobahn A 27,
- von Schwachhausen über die Hollerallee,
- von der Universität Bremen über den Hochschulring,
- von Walle über den Autobahnzubringer zur A 27 und über den Osterfeuerberger Ring.

Die innerörtlichen Haupterschließungstraßen sind Utbremer Ring, Fürther Straße, Eickedorfer Straße, Hemmstraße und Findorffstraße.

#### Rad- und Wanderwege
Wege führen durch den Bürgerpark nach Schwachhausen, zum Stadtwald mit dem Stadtwaldsee (Uni-See) und zur Universität Bremen. In Weidedamm führen Wege durch die umfangreichen Kleingartenanlagen. Von Findorff ist das Blockland und der Wümme-Radweg via Hemmstraße und Südwenje (an der Semkenfahrt) gut erreichbar.

## Persönlichkeiten
In alphabetischer Reihenfolge 
- Gönül Bredehorst (* 1973), Bürgerschaftsabgeordnete (SPD) seit 2019
- Birgit Busch (* 1956), von 1999 bis 2011 Mitglied der Bremischen Bürgerschaft (SPD)
- Wilhelm Evers (1902–1975), Organist und Musikpädagoge
- Jürgen Christian Findorff (1720–1792), Kolonisierung des Teufelsmoores
- Matthias Güldner (* 1960), seit 1999 Mitglied der Bremischen Bürgerschaft (Bündnis 90/Die Grünen)
- Karl-Heinz Jettka (1914–1982), 1971 bis 1982 Mitglied der Bremischen Bürgerschaft (SPD)
- Ilse Lakmann (1935–2013), Mitglied im Beirat Findorff und von 1987 bis 1995 in der Bremischen Bürgerschaft (SPD)
- Mathilde Plate (1878–1963), Pädagogin, Frauenrechtlerin und Mitglied der Bremischen Bürgerschaft, Politikerin (DNVP, CDU)
- Jan Reiners (1825–1908), Bau der Kleinbahn Bremen–Tarmstedt
- Dieter Reinken (* 1952), seit 2011 Mitglied der Bremischen Bürgerschaft (SPD)
- Klara Schreyer (* 1936), 1995 bis 2003 Mitglied der Bremischen Bürgerschaft (CDU)
- Oğuzhan Yazıcı (* 1977), seit 2013 Mitglied der Bremischen Bürgerschaft (CDU)